# Setnik
Setnik este o localitate din comuna Dobrova-Polhov Gradec, Slovenia, cu o populație de 173 de locuitori.